# アール・マイナー
アール・マイナー（Earl Roy Miner、1926年 - 2004年4月17日）は、アメリカの英文学者、日本文学、比較文学研究者。

## 経歴
ミネソタ大学卒業、同大学院で日本研究により博士号取得。1953年、ウィリアムズ大学の英文学教員となり、1955年からUCLAに勤務、1972年からプリンストン大学教授。
アメリカのミルトン学会やアメリカ18世紀学会、国際比較文学学会の会長を務め、1993年には人文科学における貢献が称えられ、プリンストン大学からベーアマン賞を授与された。
英国詩を専門とするが、日本の古典詩歌に範囲を広げ、小西甚一、ロバート・ブラウアーと共同で和歌の研究を行った。1987年に山片蟠桃賞受賞、1991年にComparative Poeticsで小泉八雲賞受賞、1994年には勲三等旭日中綬章受章。
長い病気のあと、2004年4月17日、ニュージャージー州ハイツタウンの自宅にて死去した。

## 著書
- An Introduction to Japanese Court Poetry. 1968, Stanford University Press（日本の宮廷和歌）
- Naming Properties: Nominal Reference in Travel Writings by Basho（芭蕉）and Sora（曾良）, Johnson and Boswell. 1996
- Japanese Poetic Diaries，2004 University of California Press

## 共著
- Japanese Court Poetry, Robert H. Brower. 1961, Stanford University Press
- Paradise Lost, 1668-1968: Three Centuries of Commentary, ed. by: Earl Roy Miner, William Moeck, Steven Jablonski. 2004, Bucknell University Press

## 翻訳
- Fujiwara Teika's Superior Poems of Our Time（藤原定家「近代秀歌」）, Robert H. Brower. 1967, Stanford University Press

## 邦訳
- 西洋文学の日本発見 深瀬基寛、村上至孝、大浦幸男訳 筑摩書房 1959
- 日本を映す小さな鏡 吉田健一訳 筑摩書房 1962
- 東西比較文学研究 加納孝代ほか訳 明治書院 1990